# ニュルンベルク - レーゲンスブルク線
ニュルンベルク - レーゲンスブルク線 (ニュルンベルク - レーゲンスブルクせん、ドイツ語: Bahnstrecke Nürnberg-Regensburg) はニュルンベルクからノイマルクト (オーバープファルツ) 、パースベルクを経てレーゲンスブルクまで至る、長さ100 kmの幹線鉄道である。この路線はオーストリア方面の長距離運送、ニュルンベルクとレーゲンスブルクの地域輸送及び東ヨーロッパ方面の貨物輸送にとって重要な路線の一つである。

## 沿線概況
列車はニュルンベルク中央駅を出発してすぐ東南向きに曲がる。この路線はSバーン緩行線と一緒にグライスハマー町・ツェルツァーベルスホーフ町・ラングヴァサー町を経て、アルトドルフ向きの線路が分岐するフォイヒトに至る。ニュルンベルク-インゴルシュタット-ミュンヘン高速線はニュルンベルク - ライヒスヴァルト分岐点までこの路線と共に伸びている。その分岐点直前の約3 km区間は最高速度200 km/hで設定されている。
フォイヒト駅から列車はシュヴァルツェンブルック方面に走行し、オヘンブルック駅を過ぎると、シュヴァルツアッハ渓流の橋を渡る。この路線はフレンキシェ・アルプの山麓を貫通し、ポストバウアー＝ヘング駅に至る。引き続き列車は東の方に曲がってグリュン山とティロルス山の間を通過し、ノイマルクトの谷へ向かう。この路線は南東向かいに続き、ノイマルクト・ポェリングに接続する。列車はノイマルクト・ヴォフェンバッハとヨロッパの分水界を通過して、ノイマルクト駅に至る。ノイマルクト駅ではズルツ谷線が南に向かい分岐する。列車はノイマルクト・ハーゼンハイデのあとで同じく南側に曲がってゼンゲンタールの高地でフランケンアルプへ登り始める。ゲオルクベーリンガーシメントの旧貨物集荷場は現在工場建物だけ保存されている。
列車がゼンゲンタールを通過すると、この路線は東側に曲がって、渓流の一部分を通りダイニング駅まで続く。線路は坂を上り、約2 kmの距離で列車は白ラーバー川を大きくて印象的なラーバー大橋で渡る。今この路線は南東側へ向かい、アルプラントシャフトを貫通する。列車はクラインアルファルターバッハを通過してゾイバースドルフ駅に至る。続いてこの路線はパースベルク駅に至る。この駅は軍用列車の下車駅として機能して、近くのホヘンフェルス軍事訓練所と連結されている。
この路線はマウスハイムを経てアルプの台地からベラツハウゼン駅に至る。列車はその駅を出発すると、すぐ黒ラーバー川を渡る。以後この路線は黒ラーバー川と平行に南東向きに続き、列車はウンドルフ駅を経てアウトバーン3号の下を横切ってナープ川の方向に東側に走行する。この路線はエタースハウゼンを通過してナープ川と平行に続く。以後列車はドナウ川の橋とドナウ谷線の上を渡り、東に向かう。この路線はプリュフェニング駅と貨物駅を経て最後にレーゲンスブルク中央駅に至る。

## 歴史
1869年8月の敷設免許の根拠でバイエルン東部鉄道株式会社 (AG der Bayerischen Ostbahnen) は大都会を最短経路で結ぶ目的で路線経路を整理し始めた。その一環に東部鉄道はこの路線を1869年から建設した。1871年12月1日ニュルンベルク - ノイマルクト区間は開業され、1873年7月1日この路線は全通になった。1894年から1896年まで複線化工事が行われ、1950年全区間は電化された。
ドイツ連邦交通計画1985にはニュルンベルク - パッサウ区間の改修プロジェクトで1億5000万マルクの投資金が含まれていた。ニュルンベルク - ミュンヘン間の高速線の様々な経路が考慮されたが、ポストバウアー・ヘング、ノイマルクト及びゼンゲンタールまでの経路共有は1987年諦められた。
1988年6月15日Sバーン緩行線建設が開始され、5億8700万マルクの費用は発生する事になった。ニュルンベルク - フォイヒト区間にSバーン列車は急行線と関わりない線路の上に走行することになった。緩行線は1992年11月21日に開通された。
2005年11月ノイマルクトで新しい電子式信号扱い所は完工され、既存の施設を置き換えた。2007年この路線はICE傾斜式列車の為に片勾配の変更で改修され、670万ユーロの資金で架空電車線、信号機、橋梁の改修作業は行われた。2010年5月ドイツで一番短いトンネルであったフェルストルトンネルが高い改修費用のため爆破で撤去された。
2010年12月12日からニュルンベルク - ノイマルクト区間にSバーン路線網の拡張でS3系統は運営されている。その為にフォイヒト - ノイマルクトの間の駅は数年間改修され、乗降場は140 m長さ及び76 cm高さで新たに設置された。その時からニュルンベルクとノイマルクトの間の停車場で普通列車の代わりにSバーン列車が停車している。2011年4月18日にSバーン緩行線は完全に複線となった。海岸の港へ早く輸送するプログラムの為、750 m長さの側線がパースベルクで設置された。

## 運行形態
- 超特急 (ICE 91) : ドルトムント - エッセン - オーバーハウゼン - デュッセルドルフ - ケルン - フランクフルト空港 - フランクフルト (マイン)  - ヴュルツブルク - ニュルンベルク - レーゲンスブルク - パッサウ。120分間隔。
- 特急 (IC 31) : キール - ハンブルク - ブレーメン - オースナブリュック - ミュンスター ドルトムント - ハーゲン - ヴッパタール - ケルン - ボン - コブレンツ - マインツ - フランクフルト - ヴュルツブルク - ニュルンベルク - レーゲンスブルク - パッサウ。1日一往復。

ニュルンベルク - パースベルク区間はニュルンベルク広域運輸連合（Verkehrsverbund Großraum Nürnberg、VGN）の管轄下にある。ノイマルクト（オーバープファルツ） - レーゲンスブルク区間にはレーゲンスブルク運輸連合（Regensburger Verkehrsverbund、RVV）の運賃制が適用される。
- 快速列車（RE 50）: ニュルンベルク - ノイマルクト - パースベルク - ベラツハウゼン - レーゲンスブルク - ランツフト - ミュンヘン。120分間隔。使用車両は111形電気機関車と制御装置付きの二階建て客車（Doppelstockwagen）。
- 普通列車（RB 51）: （プラットリング - シュトラウビング - オーバートラウビング -）レーゲンスブルク - プリューフェニング - エテルツハウゼン - ウンドルフ - ドイアーリング - ラーバー - ベーラツハウゼン - パースベルク - ゾイバースドルフ - ダイニング - ノイマルクト。60分間隔。私設鉄道アギリス運営[11]。使用車両はコラディア・コンチネンタル。
- Sバーン () : ノイマルクト  - ポェリング - ポストバウアー・ヘング - オーバーフェリーデン - ブルクタン - ミンベルク - オーヘンブルック - フォイヒト東駅 - フォイヒト - ニュルンベルク - フュルト - エアランゲン - フォルヒハイム - ヒルシャイト - バンベルク。20/40分間隔。使用車両は1440形電車。
- Sバーン () : アルトドルフ - フォイヒト - フィシュバッハ - ドゥツェント池駅 - ニュルンベルク。20/40分間隔。使用車両は442形電車。